# انژیکو
انژیکو (به فرانسوی: Angicourt) یک کمون در فرانسه است که در canton of Liancourt واقع شده‌است. انژیکو ۴٫۹۶ کیلومتر مربع مساحت دارد.